# Aiden O’Neill
Aiden O'Neill (Brisbane, 1998. július 4. –) ausztrál válogatott labdarúgó, az amerikai New York City középpályása.

## Pályafutása

### Klubcsapatokban
O'Neill az ausztráliai Brisbane városában született. Az ifjúsági pályafutását a Brisbane Athletic és a Zee Pro csapatában kezdte, majd az angol Burnley akadémiájánál folytatta.
2016-ban mutatkozott be a Burnley első osztályban szereplő felnőtt keretében. 2017 és 2020 között az Oldham Athletic és a Fleetwood Town, illetve az ausztrál első osztályban érdekelt Central Coast Mariners és Brisbane Roar csapatát erősítette kölcsönben. 2020. szeptember 9-én hároméves szerződést kötött a Melbourne City együttesével. Először a 2020. december 29-ei, Brisbane Roar ellen 1–0-ra megnyert mérkőzésen lépett pályára. Első gólját 2022. december 17-én, a Melbourne Victory ellen hazai pályán 1–0-ás győzelemmel zárult találkozón szerezte meg. 2023. július 1-jén a belga Standard Liège-hez írt alá. 2025. április 23-án három és fél évre az amerikai New York City szerződtette.

### A válogatottban
O'Neill az U23-as korosztályú válogatottban is képviselte Ausztráliát.
2023-ban debütált a felnőtt válogatottban. Először a 2023. március 24-ei, Ecuador ellen 3–1-re megnyert mérkőzésen lépett pályára.

## Statisztikák
2023. június 3. szerint
| Klub                                | Szezon   | Osztály        | Bajnokság | Bajnokság | Kupa  | Kupa | Nemzetközi | Nemzetközi | Összesen | Összesen |
| Klub                                | Szezon   | Osztály        | Meccs     | Gól       | Meccs | Gól  | Meccs      | Gól        | Meccs    | Gól      |
| ----------------------------------- | -------- | -------------- | --------- | --------- | ----- | ---- | ---------- | ---------- | -------- | -------- |
| Burnley                             | 2016–17  | Premier League | 3         | 0         | 2     | 0    | —          | —          | 5        | 0        |
| Oldham Athletic (kölcsönben)        | 2016–17  | League One     | 15        | 0         | 0     | 0    | —          | —          | 15       | 0        |
| Fleetwood Town (kölcsönben)         | 2017–18  | League One     | 21        | 1         | 6     | 0    | —          | —          | 27       | 1        |
| Central Coast Mariners (kölcsönben) | 2018–19  | A-League       | 23        | 4         | 0     | 0    | —          | —          | 23       | 4        |
| Brisbane Roar (kölcsönben)          | 2019–20  | A-League       | 17        | 0         | 1     | 0    | —          | —          | 18       | 0        |
| Melbourne City                      | 2020–21  | A-League       | 14        | 0         | 0     | 0    | —          | —          | 14       | 0        |
| Melbourne City                      | 2021–22  | A-League       | 21        | 0         | 2     | 0    | —          | —          | 23       | 0        |
| Melbourne City                      | 2022–23  | A-League       | 27        | 4         | 0     | 0    | —          | —          | 27       | 4        |
| Melbourne City                      | Összesen | Összesen       | 62        | 4         | 2     | 0    | 0          | 0          | 64       | 4        |
| Összesen                            | Összesen | Összesen       | 141       | 9         | 11    | 0    | 0          | 0          | 152      | 9        |

### A válogatottban
| Válogatott | Év       | Pályára lépés | Gól |
| ---------- | -------- | ------------- | --- |
| Ausztrália | 2023     | 7             | 0   |
| Ausztrália | 2024     | 10            | 0   |
| Ausztrália | 2025     | 2             | 0   |
| Összesen   | Összesen | 19            | 0   |

## Sikerei, díjai
Melbourne City
- A-League
  - Bajnok (1): 2020–21
  - Ezüstérmes (2): 2021–22, 2022–23

 Ausztrál U23-as válogatott
- U23-as Ázsia-bajnokság
  - Bronzérmes (1): 2020